# Rugilus geniculatus
Rugilus geniculatus – gatunek chrząszcza z rodziny kusakowatych i podrodziny żarlinków.
Gatunek ten został opisany w 1839 roku przez Alberta Erichsona jako Stilicus geniculatus.
Chrząszcz o smukłym i trochę wypukłym ciele długości od 5 do 5,5 mm. Duża głowa ma szorstko i bardzo gęsto punktowaną powierzchnię, wargę górną zaopatrzoną w dwa ząbki oraz skroń w widoku z góry co najwyżej nieco dłuższą od długości oka. Czułki są krępe, żółtoczerwone. Przedplecze ma kolor czarny lub brunatnoczarny, a powierzchnię silnie punktowaną z podłużną bruzdą przez środek. Tylne brzegi pokryw są czarne przy szwie. Odnóża są żółtoczerwone z ciemnobrunatnymi wierzchołkami ud i nasadami goleni tylnej pary. Samiec ma piąty sternit odwłoka z szerokim wgnieceniem, którego boczne brzegi wydłużone są w jednobarwne, sięgające tylnego brzegu sternitu kolce, a szósty sternit z szerokim, płytkim, trójkątnym wycięciem na tylnej krawędzi.
Owad znany z Portugalii, Hiszpanii, Irlandii, Wielkiej Brytanii, Francji, Belgii, Holandii, Niemiec, Szwajcarii, Austrii, Włoch, Polski, Ukrainy i Afryki Północnej. Zasiedla wilgotne lasy, torfowiska, pobrzeża wód, pola i ogrody. Bytuje w ściółce, pod mchem, rozkładającymi się szczątkami roślinnymi (np. gnijącym sianem) i w pryzmach kompostowych.